# Alta (Wyoming)
Alta è un census-designated place degli Stati Uniti d'America, situato nella Contea di Teton nello stato del Wyoming. Nel censimento del 2000 la popolazione era di 400 abitanti.

## Geografia fisica
Secondo i rilevamenti dell'United States Census Bureau, la località di Alta si estende su una superficie di 337,0 km², dei quali 336,8 km² sono occupati da terre, mentre 0,2 km² sono occupati da acque.

## Popolazione
Secondo il censimento del 2000, ad Alta vivevano 400 persone, ed erano presenti 104 gruppi familiari. La densità di popolazione era di 1,2 ab./km². Nel territorio comunale si trovavano 181 unità edificate. Per quanto riguarda la composizione etnica degli abitanti, il 99,25% era bianco e lo 0,75% proveniva dall'Asia.
Per quanto riguarda la suddivisione della popolazione in fasce d'età, il 28,5% era al di sotto dei 18, il 7,8% fra i 18 e i 24, il 22,0% fra i 25 e i 44, il 31,0% fra i 45 e i 64, mentre infine il 10,8% era al di sopra dei 65 anni di età. L'età media della popolazione era di 41 anni. Per ogni 100 donne residenti vivevano 126,0 uomini.